# طالقان تبة
طالقان تبة (بالفارسية: طالقان‌تپه) هي قرية تقع في غلستان في إيران. يقدر عدد سكانها بـ 843 نسمة بحسب إحصاء 2016.